# Mercer (Pennsylvania)
Mercer is een plaats (borough) in de Amerikaanse staat Pennsylvania, en valt bestuurlijk gezien onder Mercer County.

## Demografie
Bij de volkstelling in 2000 werd het aantal inwoners vastgesteld op 2391. In 2006 is het aantal inwoners door het United States Census Bureau geschat op 2269, een daling van 122 (-5,1%).

## Geografie
Volgens het United States Census Bureau beslaat de plaats een oppervlakte van 3,2 km², geheel bestaande uit land. Mercer ligt op ongeveer 338 m boven zeeniveau.

## Plaatsen in de nabije omgeving
De onderstaande figuur toont nabijgelegen plaatsen in een straal van 16 km rond Mercer.

## Geboren in Mercer
- Trent Reznor (1965), singer-songwriter, multi-instrumentalist, componist, producer, acteur en voorman van Nine Inch Nails